# Oberste Mühle
Oberste Mühle ist eine Ortschaft in Radevormwald im Oberbergischen Kreis im nordrhein-westfälischen Regierungsbezirk Köln in Deutschland.

## Lage und Beschreibung
Der Ort liegt im Norden des Stadtgebiets von Radevormwald im Tal der Uelfe. Die Nachbarorte heißen Unterste Mühle, Heidt, Uelfe IV, und Radevormwald. Der nahe der Ortschaft Heidt entspringende Heidter Siepen mündet in Oberste Mühle in die Uelfe.
Politisch wird der Ort durch den Direktkandidaten des Wahlbezirks 170 im Rat der Stadt Radevormwald vertreten.

## Geschichte
1512 wird Oberste Mühle in Kirchenrechnungen der reformierten Kirchengemeinde Radevormwald mit der Benennung „overste Moelle / superiori mola“ aufgelistet.
Aus einem Vertragstext zwischen Kirche und der Stadt Radevormwald aus dem August des Jahres 1611 geht hervor, dass die im Besitz der Kirche zu Radevormwald befindlichen „oberste und unterste Mühlen“ im Sommer und Winter oft nicht betrieben werden konnten, da „das Wässerchen zu den Mühlen zu schwach und gering ist“. Um diesem „Mahlgebrech“ zu entgehen, man musste das Getreide zu den wasserarmen Zeiten in den Nachbarorten mahlen lassen, plante der Rat der Stadt Radevormwald auf einem Turm der Stadt die Errichtung einer Windmühle. Für die erzielbaren Pachteinnahmen wurde seitens der Kirche befürchtet, dass „dadurch die Pacht geringer werden möchte“ und die Mühle für die Kirche allein nicht mehr rentabel zu betreiben wäre. Am 21. August 1611 übernahm die Stadt Radevormwald daher die Oberste Mühle in Erbpach.
1715 findet sich auf der Karte Topographia Ducatus Montani an der Ortslage die Bezeichnung „mühl“. In der Karte Topographische Aufnahme der Rheinlande von 1825 ist für den Ort ein Mühlensymbol und ein umgrenzter Hofraum dargestellt. Eine Namensnennung fehlt auch hier. Die Preußische Uraufnahme von 1840 bis 1843 benennt den Ort mit „Henzen Mühle“. In der amtlichen topografische Karte (Preußische Neuaufnahme) von 1892 bis 1894 wird als Ortsbezeichnung „Oberste M.“ angegeben.

## Wanderwege
Folgende Wanderwege führen durch den Ort:
- X28: Graf-Engelbert-Weg
- Die Ortsrundwanderwege A5 und A6